# Dreiband Grand Prix 1992/1
Der Dreiband Grand Prix 1992/1 war das 34. Turnier in dieser Disziplin des Karambolagebillards und fand vom 9. bis zum 12. Januar 1992 im dänischen Taastrup statt.
Das UMB/CEB-Turnier wurde als „CEB GRAND PRIX DREIBAND“ ausgetragen.

## Geschichte
Der Däne Tonny Carlsen gewann in Taastrup sein erstes Grand-Prix-Turnier. Im Finale besiegte er den Niederländer Dick Jaspers mit 3:0. Dritter wurde Jan Arnouts.

## Turniermodus
Es wurde eine Vorrunde mit acht Gruppen à vier Spieler gespielt. Die Gruppensieger kamen ins Viertelfinale. In der Vorrunde wurde auf zwei Gewinnsätze, in der Finalrunde auf drei Gewinnsätze gespielt.
Raymond und Kurt Ceulemans nahmen aus unbekannten Gründen nicht am Turnier teil.

## Vorrunde

### Gruppenphase
| Abschlusstabelle Gruppe A | Abschlusstabelle Gruppe A | Abschlusstabelle Gruppe A | Abschlusstabelle Gruppe A | Abschlusstabelle Gruppe A | Abschlusstabelle Gruppe A | Abschlusstabelle Gruppe A | Abschlusstabelle Gruppe A |
| Platz                     | Name                      | Spiele                    | MP                        | SP                        | Pkte.                     | GD                        |                           |
| ------------------------- | ------------------------- | ------------------------- | ------------------------- | ------------------------- | ------------------------- | ------------------------- | ------------------------- |
| 1                         | Dick Jaspers              | 3                         | 6                         | 6:1                       | 93                        | 1,550                     |                           |
| 2                         | Raymond Steylaerts        | 3                         | 4                         | 5:3                       | 107                       | 1,229                     |                           |
| 3                         | Poul Bjerring Jensen      | 3                         | 2                         | 3:4                       | 66                        | 0,717                     |                           |
| 4                         | Henk Overmars             | 3                         | 0                         | 3:6                       | 65                        | 0,878                     |                           |

| Abschlusstabelle Gruppe B | Abschlusstabelle Gruppe B | Abschlusstabelle Gruppe B | Abschlusstabelle Gruppe B | Abschlusstabelle Gruppe B | Abschlusstabelle Gruppe B | Abschlusstabelle Gruppe B | Abschlusstabelle Gruppe B |
| Platz                     | Name                      | Spiele                    | MP                        | SP                        | Pkte.                     | GD                        |                           |
| ------------------------- | ------------------------- | ------------------------- | ------------------------- | ------------------------- | ------------------------- | ------------------------- | ------------------------- |
| 1                         | Tonny Carlsen             | 3                         | 4                         | 5:3                       | 104                       | 1,677                     |                           |
| 2                         | Michael Nilsson           | 3                         | 4                         | 5:3                       | 105                       | 1,129                     |                           |
| 3                         | Christian Rudolph         | 3                         | 4                         | 4:4                       | 104                       | 1,333                     |                           |
| 4                         | Björn Lohmander           | 3                         | 0                         | 2:6                       | 58                        | 0,743                     |                           |

| Abschlusstabelle Gruppe C | Abschlusstabelle Gruppe C | Abschlusstabelle Gruppe C | Abschlusstabelle Gruppe C | Abschlusstabelle Gruppe C | Abschlusstabelle Gruppe C | Abschlusstabelle Gruppe C | Abschlusstabelle Gruppe C |
| Platz                     | Name                      | Spiele                    | MP                        | SP                        | Pkte.                     | GD                        |                           |
| ------------------------- | ------------------------- | ------------------------- | ------------------------- | ------------------------- | ------------------------- | ------------------------- | ------------------------- |
| 1                         | Louis Havermans           | 3                         | 4                         | 5:3                       | 96                        | 1,043                     |                           |
| 2                         | Maximo Aguirre            | 3                         | 4                         | 4:4                       | 99                        | 1,192                     |                           |
| 3                         | Christoph Pilss           | 3                         | 2                         | 3:4                       | 76                        | 1,041                     |                           |
| 4                         | Allan Grosmann            | 3                         | 2                         | 3:4                       | 82                        | 0,854                     |                           |

| Abschlusstabelle Gruppe D | Abschlusstabelle Gruppe D | Abschlusstabelle Gruppe D | Abschlusstabelle Gruppe D | Abschlusstabelle Gruppe D | Abschlusstabelle Gruppe D | Abschlusstabelle Gruppe D | Abschlusstabelle Gruppe D |
| Platz                     | Name                      | Spiele                    | MP                        | SP                        | Pkte.                     | GD                        |                           |
| ------------------------- | ------------------------- | ------------------------- | ------------------------- | ------------------------- | ------------------------- | ------------------------- | ------------------------- |
| 1                         | Henk Habraken             | 3                         | 4                         | 5:2                       | 63                        | 0,875                     |                           |
| 2                         | Hans Laursen              | 3                         | 4                         | 4:2                       | 55                        | 1,018                     |                           |
| 3                         | Ad Broeders               | 3                         | 4                         | 4:3                       | 59                        | 1,000                     |                           |
| 4                         | Raymond Ceulemans         | 3                         | 0                         | 0:6                       | –                         | –                         |                           |

| Abschlusstabelle Gruppe E | Abschlusstabelle Gruppe E | Abschlusstabelle Gruppe E | Abschlusstabelle Gruppe E | Abschlusstabelle Gruppe E | Abschlusstabelle Gruppe E | Abschlusstabelle Gruppe E | Abschlusstabelle Gruppe E |
| Platz                     | Name                      | Spiele                    | MP                        | SP                        | Pkte.                     | GD                        |                           |
| ------------------------- | ------------------------- | ------------------------- | ------------------------- | ------------------------- | ------------------------- | ------------------------- | ------------------------- |
| 1                         | Jan Arnouts               | 3                         | 4                         | 5:2                       | 84                        | 1,217                     |                           |
| 2                         | Hans-Jürgen Kühl          | 3                         | 4                         | 4:2                       | 75                        | 1,190                     |                           |
| 3                         | Karsten Lieberkind        | 3                         | 2                         | 3:5                       | 96                        | 0,969                     |                           |
| 4                         | Paul Stroobants           | 3                         | 2                         | 2:5                       | 82                        | 1,037                     |                           |

| Abschlusstabelle Gruppe F | Abschlusstabelle Gruppe F | Abschlusstabelle Gruppe F | Abschlusstabelle Gruppe F | Abschlusstabelle Gruppe F | Abschlusstabelle Gruppe F | Abschlusstabelle Gruppe F | Abschlusstabelle Gruppe F |
| Platz                     | Name                      | Spiele                    | MP                        | SP                        | Pkte.                     | GD                        |                           |
| ------------------------- | ------------------------- | ------------------------- | ------------------------- | ------------------------- | ------------------------- | ------------------------- | ------------------------- |
| 1                         | Erling Sjørup             | 3                         | 6                         | 6:0                       | 90                        | 1,139                     |                           |
| 2                         | Rini van Bracht           | 3                         | 4                         | 4:2                       | 87                        | 1,000                     |                           |
| 3                         | Wim van Cromvoirt         | 3                         | 2                         | 2:5                       | 84                        | 1,050                     |                           |
| 4                         | Andreas Efler             | 3                         | 0                         | 1:6                       | 62                        | 0,632                     |                           |

| Abschlusstabelle Gruppe G | Abschlusstabelle Gruppe G | Abschlusstabelle Gruppe G | Abschlusstabelle Gruppe G | Abschlusstabelle Gruppe G | Abschlusstabelle Gruppe G | Abschlusstabelle Gruppe G | Abschlusstabelle Gruppe G |
| Platz                     | Name                      | Spiele                    | MP                        | SP                        | Pkte.                     | GD                        |                           |
| ------------------------- | ------------------------- | ------------------------- | ------------------------- | ------------------------- | ------------------------- | ------------------------- | ------------------------- |
| 1                         | Lennart Blomdahl          | 3                         | 6                         | 6:1                       | 94                        | 1,305                     |                           |
| 2                         | Arie Weyenburg            | 3                         | 4                         | 5:3                       | 91                        | 1,096                     |                           |
| 3                         | Peter Thøgersen           | 3                         | 2                         | 3:4                       | 87                        | 0,956                     |                           |
| 4                         | George Sakkas             | 3                         | 0                         | 0:6                       | 50                        | 0,609                     |                           |

| Abschlusstabelle Gruppe H | Abschlusstabelle Gruppe H | Abschlusstabelle Gruppe H | Abschlusstabelle Gruppe H | Abschlusstabelle Gruppe H | Abschlusstabelle Gruppe H | Abschlusstabelle Gruppe H | Abschlusstabelle Gruppe H |
| Platz                     | Name                      | Spiele                    | MP                        | SP                        | Pkte.                     | GD                        |                           |
| ------------------------- | ------------------------- | ------------------------- | ------------------------- | ------------------------- | ------------------------- | ------------------------- | ------------------------- |
| 1                         | Ben Velthuis              | 3                         | 4                         | 5:2                       | 63                        | 1,340                     |                           |
| 2                         | Danny Korte               | 3                         | 4                         | 5:3                       | 75                        | 1,056                     |                           |
| 3                         | Jorge Theriaga            | 3                         | 4                         | 4:3                       | 58                        | 1,000                     |                           |
| 4                         | Kurt Ceulemans            | 3                         | 0                         | 0:6                       | –                         | –                         |                           |

## Endrunde

### K.-o.-Phase
Im Folgenden ist der Turnierbaum der Finalrunde aufgelistet. Legende: 1. Satz/2. Satz/3. Satz/4. Satz/5. Satz/(ED)

|  | Viertelfinale 3 GS bis 15 | Viertelfinale 3 GS bis 15 |                      |                      | Halbfinale 3 GS bis 15 | Halbfinale 3 GS bis 15 |  |  | Finale 3 GS bis 15 | Finale 3 GS bis 15 |
|  |                           |                           |                      |                      |                        |                        |  |  |                    |                    |
|  |                           |                           |                      |                      |                        |                        |  |  |                    |                    |
|  | Tonny Carlsen             | 15/15/3/15(1,411)         |                      |                      |                        |                        |  |  |                    |                    |
|  | Tonny Carlsen             | 15/15/3/15(1,411)         |                      |                      |                        |                        |  |  |                    |                    |
|  | Lennart Blomdahl          | 13/14/15/6(1,454)         |                      |                      |                        |                        |  |  |                    |                    |
|  | Lennart Blomdahl          | 13/14/15/6(1,454)         | Tonny Carlsen        | 15/8/15/4/15(1,163)  |                        |                        |  |  |                    |                    |
|  |                           |                           | Tonny Carlsen        | 15/8/15/4/15(1,163)  |                        |                        |  |  |                    |                    |
|  |                           | Louis Havermans           | 9/15/6/15/5(1,041)   |                      |                        |                        |  |  |                    |                    |
|  | Louis Havermans           | Louis Havermans           | 9/15/6/15/5(1,041)   | 15/7/8/15/15(1,176)  |                        |                        |  |  |                    |                    |
|  | Louis Havermans           |                           |                      | 15/7/8/15/15(1,176)  |                        |                        |  |  |                    |                    |
|  | Erling Sjørup             | 7/15/15/11/13(1,196)      |                      |                      |                        |                        |  |  |                    |                    |
|  |                           |                           | Tonny Carlsen        | 15/15/15(1,451)      |                        |                        |  |  |                    |                    |
|  |                           |                           |                      | Dick Jaspers         | 8/10/3(0,724)          |                        |  |  |                    |                    |
|  | Dick Jaspers              | 15/15/2/15(1,175)         |                      |                      |                        |                        |  |  |                    |                    |
|  | Ben Velthuis              | 14/8/15/6(1,102)          |                      |                      |                        |                        |  |  |                    |                    |
|  | Ben Velthuis              | 14/8/15/6(1,102)          | Dick Jaspers         | 15/15/6/11/15(1,771) |                        |                        |  |  |                    |                    |
|  |                           |                           | Dick Jaspers         | 15/15/6/11/15(1,771) | Spiel um Platz 3       |                        |  |  |                    |                    |
|  |                           | Jan Arnouts               | 9/10/15/15/13(1,823) |                      |                        |                        |  |  |                    |                    |
|  | Henk Habraken             | Jan Arnouts               | 9/10/15/15/13(1,823) | 15/12/6/15/8(1,018)  | Louis Havermans        | 12/3/10(0,806)         |  |  |                    |                    |
|  | Henk Habraken             |                           |                      | 15/12/6/15/8(1,018)  | Louis Havermans        | 12/3/10(0,806)         |  |  |                    |                    |
|  | Jan Arnouts               | 9/15/15/13/15(1,196)      |                      | Jan Arnouts          | 15/15/15(1,406)        |                        |  |  |                    |                    |
|  | Jan Arnouts               | 9/15/15/13/15(1,196)      |                      |                      | 15/15/15(1,406)        |                        |  |  |                    |                    |
|  |                           |                           |                      |                      |                        |                        |  |  |                    |                    |

## Abschlusstabelle
| MP    | Match Points (Sieger = 2; Unentschieden = 1; Verlierer = 0) |
| Pkte. | Erzielte Karambolagen                                       |
| Aufn. | Benötigte Versuche                                          |
| GD    | Generaldurchschnitt                                         |
| BED   | Bester Einzeldurchschnitt eines Spielers                    |
| HS    | Höchstserie                                                 |
|       | Bester GD des Turniers                                      |
|       | Bester ED des Turniers                                      |
|       | Beste HS des Turniers                                       |
|       | 1. Platz (Gold)                                             |
|       | 2. Platz (Silber)                                           |
|       | 3. Platz (Bronze)                                           |

| Platz | Name                 | Spiele | MP | SP   | Pkte | Aufn. | GD    | BED   | HS | RP |
| ----- | -------------------- | ------ | -- | ---- | ---- | ----- | ----- | ----- | -- | -- |
| 1     | Tonny Carlsen        | 6      | 10 | 14:6 | 254  | 176   | 1,443 | 1,451 | 11 | 18 |
| 2     | Dick Jaspers         | 6      | 10 | 12:7 | 223  | 164   | 1,359 | 1,771 | 10 | 14 |
| 3     | Jan Arnouts          | 6      | 6  | 13:7 | 258  | 191   | 1,350 | 1,406 | 14 | 11 |
| 4     | Louis Havermans      | 6      | 6  | 10:9 | 231  | 222   | 1,040 | 1,176 | 7  | 9  |
| 5     | Erling Sjørup        | 4      | 6  | 8:3  | 151  | 130   | 1,161 |       | 6  | 7  |
| 6     | Lennart Blomdahl     | 4      | 6  | 7:4  | 142  | 105   | 1,352 |       | 7  | 6  |
| 7     | Henk Habraken        | 4      | 4  | 8:5  | 119  | 127   | 0,937 |       | 5  | 5  |
| 8     | Ben Velthuis         | 4      | 4  | 6:5  | 106  | 86    | 1,232 |       | 6  | 4  |
| 9     | Raymond Steylaerts   | 3      | 6  | 5:3  | 107  | 87    | 1,229 |       | 10 | 3  |
| 10    | Michael Nilsson      | 3      | 4  | 5:3  | 105  | 93    | 1,129 |       | 9  | 3  |
| 11    | Danny Korte          | 3      | 4  | 5:3  | 75   | 71    | 1,056 |       | 4  | 3  |
| 12    | Arie Weyenburg       | 3      | 4  | 5:3  | 91   | 83    | 1,096 |       | 5  | 3  |
| 13    | Rini van Bracht      | 3      | 4  | 4:2  | 87   | 87    | 1,000 |       | 5  | 2  |
| 14    | Hans Laursen         | 3      | 4  | 4:2  | 55   | 54    | 1,018 |       | 5  | 2  |
| 15    | Hans-Jürgen Kühl     | 3      | 4  | 4:2  | 75   | 63    | 1,190 |       | 7  | 2  |
| 16    | Maximo Aguirre       | 3      | 4  | 4:4  | 99   | 83    | 1,192 |       | 10 | 2  |
| 17    | Ad Broeders          | 3      | 4  | 4:3  | 59   | 59    | 1,000 |       | 7  | 1  |
| 18    | Jorge Theriaga       | 3      | 4  | 4:3  | 58   | 58    | 1,000 |       | 5  | 1  |
| 19    | Christian Rudolph    | 3      | 4  | 4:4  | 104  | 78    | 1,333 |       | 8  | 1  |
| 20    | Peter Thøgersen      | 3      | 2  | 3:4  | 87   | 91    | 0,956 |       | 8  | 1  |
| 21    | Christoph Pilss      | 3      | 2  | 3:4  | 76   | 73    | 1,041 |       | 6  | 1  |
| 22    | Poul Bjerring Jensen | 3      | 2  | 3:4  | 66   | 92    | 0,717 |       | 5  | 1  |
| 23    | Karsten Lieberkind   | 3      | 2  | 3:5  | 96   | 99    | 0,969 |       | 9  | 1  |
| 24    | Wim van Cromvoirt    | 3      | 2  | 2:5  | 82   | 80    | 1,025 |       | 7  | 1  |
| 25    | Allan Grosmann       | 3      | 2  | 3:4  | 82   | 96    | 0,854 |       | 5  | 1  |
| 26    | Paul Stroobants      | 3      | 2  | 2:5  | 82   | 79    | 1,037 |       | 6  | 1  |
| 27    | Björn Lohmander      | 3      | 0  | 2:6  | 58   | 78    | 0,743 | –     | 3  | 1  |
| 28    | Andreas Efler        | 3      | 0  | 1:6  | 62   | 98    | 0,632 | –     | 5  | 1  |
| 29    | Henk Overmars        | 3      | 0  | 0:6  | 65   | 74    | 0,878 | –     | 7  | 1  |
| 30    | George Sakkas        | 3      | 0  | 0:6  | 50   | 82    | 0,609 | –     | 4  | 1  |
|       | Kurt Ceulemans       | 0      | 0  | 0:6  | 0    | 0     | 0     | –     | 0  | 0  |
|       | Raymond Ceulemans    | 0      | 0  | 0:6  | 0    | 0     | 0     | –     | 0  | 0  |